# 小行星5835
小行星5835（英語：5835 Mainfranken）是一颗围绕太阳公转的小行星。1992年9月21日，佛蒙特·伯根在陶腾堡发现了此天体。
这颗小行星的绝对星等为201.090025991055等。